# Haydée Figueiredo
Haydée Figueiredo (Guará, 18 de janeiro de 1950  é atriz brasileira, conhecida por sua significativa carreira no teatro e participação em telenovelas.
Nasceu em Guará, interior do estado de São Paulo, em 18 de janeiro de 1950. Casada com Walter Portella, e mãe de Daniel Figueiredo Portella e Julia Figueiredo Portella. Sua carreira no teatro é bastante significativa, participando de  montagens  com os melhores diretores do cenário teatral paulistano e TV na telenovela Antônio dos Milagres, da CNT, tendo sido posteriormente contratada pela Rede Record, para participar de Canoa do Bagre', nesta época a Rede Record não investia pesado na teledramaturgia fazendo a telenovela passar despercebida, mas Haydée havia se destacado no elenco, e foi convidada por Ana Maria Moretzsohn para participar de Serras Azuis, como Verônica, em 2002 fez a telenovela do SBT Pequena Travessa. A atriz retornou à televisão somente em 2006 na telenovela Cristal do SBT.

## Filmografia

### Televisão
| Ano  | Título                    | Personagem | Notas                            |
| ---- | ------------------------- | ---------- | -------------------------------- |
| 2022 | O Rei da TV               | Salete     | Episódio: "De Quanto é o Rombo?" |
| 2019 | Insustentáveis            | —          |                                  |
| 2006 | Cristal                   | Filomena   |                                  |
| 2002 | Pequena Travessa          | Carmem     |                                  |
| 1998 | Serras Azuis              | Verônica   | [ 2 ]                            |
| 1997 | Canoa do Bagre            | Vilma      |                                  |
| 1996 | Antônio dos Milagres      | Conceição  |                                  |
| 1990 | Brasileiras e Brasileiros | —          |                                  |

### Cinema
| Ano  | Título  | Personagem | Notas          |
| ---- | ------- | ---------- | -------------- |
| 2017 | Geralda | Geralda    | Curta-metragem |

## Teatro
Como autora
- 1991 De Lá pra Cá - Direção de Silnei Siqueira

Como atriz
- 2015 -  Fronteiras da Alma, De Juçara Correa direção de Flávia Couto
- 2009 - Tiêta o musical
- 2007 - A Visita da Velha Senhora de Friedrich Drrenmatt - Direção de Moacyr Góes
- 1998 - Jogo da Velha de Nelson Baskerville e Michel Fernandes
- 1995 - Morte e Vida Severina de João Cabral de Mello Neto – Direção de Silnei Siqueira – Grupo TAPA
- 1994 - Vestido de Noiva de Nelson Rodrigues – Direção de Eduardo Tolentino – Grupo TAPA
- 1991 - De Lá pra Cá de Haydée Figueiredo - Direção de Silnei Siqueira
- 1990 - Ela É Bárbara de Barillet e Grédy - Direção de Cecil Thiré
- 1987 - Três Marias e Uma Rosa de David Benavente - Direção de Celso Nunes
- 1981 - Lola Moreno de Bráulio Pedroso
- 1977 -Alice, o que uma menininha bonitinha como você, faz num país como este - De Paulo Afonso Grisolli, direção Ulysses Cruz
- 1976 - Apenas América, de vários autores direção de Roberto Vignati
- 1975 - Ripió Lacraia, de Chico de Assis direção de Jonas Bloch
- 1974 - Noite dos Assassinos, decJosé Triana, Direção decJonas Bloch
- 1974 - Oh Carol!, autoria e direção de José Antônio de Souza
- 1973 - O alicate no Arame Farpado, autoria e  direção de Jonas Bloch
- 1973- O Inspetor Geral, de Nicolai Gogol, direção de Jonas Bloch
- 1972 - Os tagarelas, de Miguel de Cervantes, direção de Timochenko Webi
- 1971 - A Via Sacra,   de Henry Guion direção de Dilma de Mello